# Porohui
Porohui är en ort i Mexiko.   Den ligger i kommunen Sinaloa och delstaten Sinaloa, i den västra delen av landet, 1 200 km nordväst om huvudstaden Mexico City. Porohui ligger 122 meter över havet och antalet invånare är 241.
Terrängen runt Porohui är huvudsakligen kuperad. Porohui ligger nere i en dal. Runt Porohui är det glesbefolkat, med 19 invånare per kvadratkilometer. Närmaste större samhälle är Bacubirito, 10,0 km sydost om Porohui. I omgivningarna runt Porohui växer huvudsakligen savannskog.